# Erotes
Els erotes, ἔρωτες en grec clàssic, a la mitologia grega són els acompanyants de la deessa Afrodita, equivalents als cupidos en mitologia romana. Se'ls sol representar com infants de sexe masculí, amb ales i sovint amb arc i sagetes. Acostumen a acompanyar Eros i segons la tradició eren germans fills de la unió adúltera entre Afrodita i Ares o també se'ls considerava acompanyants del seguici d'Afrodita. Erotes és simplement el plural d'Eros. De vegades, els erotes són considerats només com a manifestacions d'un déu particular, Eros. Hesíode parla només d'Eros, el déu de l'amor i d'Hímer, el déu del desig sexual. Més tard va aparèixer Potos i van formar una tríada. Després van sorgir altres erotes.

## Descripció
Es consideren un grup col·lectiu de déus alats que s'associen amb l'amor i el desig sexual. Les manifestacions individuals dels erotes estan relacionats amb aspectes particulars de l'amor i sovint s'associen amb el desig homoeròtic.
Les històries de les malifetes o les bromes dels erotes eren un tema popular a la cultura hel·lenística, particularment al segle ii aC. Es feien servir encanteris per atreure o repel·lir els erotes, per aconseguir l'amor o per rebutjar-lo. Els diferents erotes representaven diverses facetes de l’amor o el desig, com ara l’amor no correspost (Hímer), l’amor mutu (Ànteros) o l'enyorança (Potos).
Els erotes es representaven generalment com uns joves nus, guapos i alats. Els primers frisos esculpits coneguts representaven un grup d'erotes i donzelles alades que conduïen carros estirats per cabres, i van ser creats per decorar els teatres de l'antiga Grècia al segle ii aC. La representació dels erotes en aquests tipus de frisos es va fer habitual, i fins i tot s'incloïen erotes en escenes de caça. La representació dels erotes de vegades és purament simbòlica i indica alguna forma d'amor, o també poden representar-se com a personatges individuals amb significats concrets. De vegades es representen al costat d'imatges que no són explícitament sexuals, com per exemple de dues dones, però semblen indicar un contingut homoeròtic.

## Erotes i elements del seguici d'Afrodita

### Eros
Eros (Ἔρως, desig) era el déu primordial de l'amor i el coit, i de la fertilitat. Correspon al romà Cupido. Més tard se'l va fer fill d'Afrodita i Ares i aquest Eros és el que forma part dels erotes. Es va associar amb l'atletisme, i les seves estàtues es trobaven als gimnasos, i sovint se'l considerava protector de l'amor homosexual entre homes. Se'l representava amb una lira o amb un arc i fletxes i també acompanyat de dofins, galls, roses i torxes.

### Ànteros
Ànteros (Ἀντέρως), era el déu de l'amor correspost. Era germà bessó d'Eros. Originàriament s'oposava al seu germà, i castigava als que no corresponien a l'amor que els dedicaven, i era com un déu venjador. Se'l representava alat i amb els cabells llargs, i de vegades alat i amb arc i fletxes.

### Hedilogos
Hedilogos (Ἡδυλόγος) era el déu dels afalacs i de l'engany de les paraules dites amb veu baixa. Formava part dels erotes, però no se'l menciona en cap font antiga. Es coneix només per les seves representacions a les escenes pintades a la ceràmica grega.

### Hermafrodit
Hermafrodit (Ἑρμαφρόδιτος) era el déu dels hermafrodites i dels homes efeminats. Era fill d'Hermes i Afrodita, de que va rebre el nom. Va néixer com un noi d'extraordinària bellesa a qui la nimfa Salmacis enamorada, va voler seduir i va pregar que els dos cossos s'unissin en un de sol i no se separessin mai. Els déus li van concedir aquest desig.

### Hímer
Hímer (Ἵμερος), el desig incontrolable, era el déu del desig sexual i la passió no corresposta. Era fill d'Afrodita i portava també arc i fletxes.

### Himeneu
Himeneu (Yμέναιος) era el déu dels casaments. Era fill d'Afrodita i Dionís o d'Apol·lo i d'Urània.

### Potos
Potos (Πόθος), és el déu que personifica el desig amorós. Era germà d'Hímer i d'Eros. En algunes versions era fill d'Eros. A l'Olimp vivien al costat de les Càrites i les Muses.